# The KLF
The KLF (Kopyright Liberation Front oder auch Kings of Low Frequency) waren eine in der elektronischen Tanzmusik einflussreiche britische Musikgruppe, die zwischen Mitte 1988 und Frühjahr 1992 erfolgreich in Charts vertreten war.
Die Bandbreite ihrer Musik reichte von Ambient bis zu House, wobei sie vor allem durch die freizügige Verwendung von Samplings aus Musikstücken anderer Künstler bekannt wurden. Im englischen Sprachraum hat sich für die von The KLF geprägte Beimischung von Publikumsgeräuschen über House-Produktionen der Begriff Stadium House geprägt.

## Geschichte

### Entstehung
Die Musikgruppe wurde von Bill Drummond (* 29. April 1953 in Butterworth, Südafrika als William Ernest Drummond) (alias King Boy D, Time Boy) und Jimmy Cauty (* 1956 in Wirral, Cheshire als James Cauty) (alias Rockman Rock, Lord Rock) gegründet. Drummond war zuvor bei der Plattenfirma WEA Manager der Popbands Echo and the Bunnymen und The Teardrop Explodes (Band von Julian Cope) gewesen und hatte dort auch Cautys Band Brilliant betreut. Nach Drummonds Ausstieg bei WEA im Jahre 1986 begann die Zusammenarbeit mit Cauty.

### Entwicklung
Anfangs nannten sie sich The Justified Ancients of Mu Mu (The JAMs, dt. Die wirklich wahren Ahnen/Vorfahren von Mu Mu) nach der fiktiven konspirativen Gruppe „The Justified Ancients of Mummu“ aus der Roman-Trilogie Illuminatus! und veröffentlichten im März 1987 ihre erste Single All You Need Is Love, die überwiegend aus Samples vom gleichnamigen Titel der Beatles und von Samantha Fox’ Touch Me (I Want Your Body) bestand. Im selben Jahr wurden sie von ABBA verklagt, da sie ohne Erlaubnis große Teile deren Hits Dancing Queen für ihren Titel The Queen and I gesampelt hatten. Das JAMs-Album 1987 – What the Fuck Is Going on? musste deshalb vom Markt genommen werden.
Für die nächsten beiden Singles, die Ende 1987 erschienen, bedienten sich Drummond und Cauty bei der Titelmusik zur Fernsehserie Kobra, übernehmen Sie, vermischt mit Whitney Houstons I Wanna Dance with Somebody, sowie bei Down Town von Petula Clark. Darauf folgte Anfang 1988 das Album Who killed the JAMs?.
Ihren ersten Nummer-eins-Hit in Großbritannien hatten sie im Frühjahr 1988 als The Timelords mit Doctorin’ the Tardis, einer Coverversion der Filmmusik von Doctor Who, vermischt mit Gitarrenriffs aus Gary Glitters Rock and Roll (Part Two) und der Sirene aus dem Intro von The Sweets Blockbuster.
Anschließend veröffentlichten sie das Buch The Manual (How to Have a Number One – The Easy Way) (auf Deutsch: The KLF – Das Handbuch – Der schnelle Weg zum Nummer-eins-Hit), in dem sie detailliert beschrieben, wie man aus einer Handvoll Samples einen Nummer-eins-Hit konstruiert. Es gilt heute als ein Klassiker der Pop-Literatur. Mit diesem Buch enttarnten sie klug und sarkastisch die Mechanismen des Musikgeschäfts. Mittlerweile wird das Manual kostenlos im Netz vertrieben. Die Hörbuch-Doppel-CD zu dem Buch wird von Bela B. gesprochen.
Zur selben Zeit benannten sie ihre zuvor The Sound of Mu(sic) benannte Plattenfirma in KLF Communications um und nannten sich künftig The KLF, wenngleich Justified Ancients of Mu Mu bzw. The JAMs weiterhin als Untertitel geführt wurde. Zwischen 1988 und 1989 veröffentlichten sie eine Reihe von House-orientierten Maxis, die die Band als „pure trance“ bezeichnete. Zur Irritierung des Publikums trugen Aktionen wie beim Helter Skelter Rave in Oxfordshire 1989 bei, als The KLF 1000 schottische Pfundnoten mit der Aufschrift „Children we love you“ an die Anwesenden verteilten.
The KLF erlangten einen legendären Ruf in der eben aufkeimenden englischen Rave-Szene. Hier fand ihr im Sommer 1990 herausgebrachter Track What Time is Love? enormen Anklang, sodass sich die Gruppe verstärkt elektronischen Produktionen widmete. Eine weitere Pure-Trance-Veröffentlichung war Anfang 1991 der Titel 3 A.M. Eternal, in dem am Anfang das mit Maschinengewehrsound verkoppelte Jingle des ehemaligen ANC-Senders Radio Freedom eingespielt wurde. Anschließend erschien ihr Film White Room, in dem Drummond und Cauty den gleichnamigen mystischen Raum suchen.
Um dieselbe Zeit gründete Cauty mit Alex Paterson das Ambient-Projekt The Orb. Von Ambient beeinflusst war dann auch das nächste KLF-Album Chill Out (1990), das nur aus einem langen Musikstück besteht, obwohl es offiziell in 14 Tracks unterteilt ist. Es sind fahrende Züge, zirpende Grillen und raschelnde Maisstängel zu hören. Chill Out gilt als Beginn des gleichnamigen Musikstils.

### Höhepunkt
Ebenfalls 1990 machten sich Drummond und Cauty an die Neuaufnahmen der Lieder aus ihrem Film White Room, nun mit Gastmusikern und mehr Gesang/Rap. Die Titel wurden auch mit gesampelten Publikumsgeräuschen unterlegt, womit die Stilrichtung des Stadium House begründet war. Im Frühjahr 1991 wurden die bereits 1989 fertiggestellten Titel What Time is Love? und 3 A. M. Eternal zu internationalen Hits. Beide Titel verwendeten teilweise dieselben Sample-Versatzstücke. Im selben Jahr nahmen sie mit der amerikanischen Country-Sängerin Tammy Wynette ihren Titel Justified and Ancient neu auf, der Ende 1991 herauskam. Das zu diesen Remakes gehörige Album The White Room wurde auch zum erfolgreichsten Album der Gruppe.
1990 und 1991 traten The KLF auch als Remixer von Depeche Mode und den Pet Shop Boys in Erscheinung.
1992 gewannen sie einen BRIT Award und absolvierten bei der Preisverleihung ihren letzten gemeinsamen Auftritt, der bis heute Kultstatus genießt: The KLF taten sich zum Auftritt mit der Grindcore-Formation Extreme Noise Terror zusammen, schossen mit Maschinenpistolen Platzpatronen in die Zuschauermenge und verließen nach einer zweieinhalbminütigen Grindcoreversion ihres Hits 3 A. M. Eternal und der abschließenden Durchsage „The KLF has now left the music business“ die Bühne. Die Verantwortlichen der BBC hatten gerade noch verhindern können, dass die Band Blut aus Eimern über das Publikum schüttete. Dafür hinterließ die Band bei der Aftershow Party allerdings einen Schafskadaver, der einen Zettel mit der Aufschrift „I died for you. Bon appetit“ („Ich starb für euch. Guten Appetit.“) trug.

### Ende
Nach dem Skandalauftritt versuchte sich die Band noch an gemeinsamen Aufnahmen mit Extreme Noise Terror zu einem geplanten Album The Black Room, verkündete dann jedoch am 14. Mai 1992 die Beendigung all ihrer Aktivitäten. Auf Veranlassung der Band wurde auch der Verkauf von KLF-Tonträgern eingestellt.
Drummond und Cauty gründeten nach ihrem Rückzug aus dem Musikgeschäft die K Foundation, die sich zwischen 1993 und 1995 an verschiedenen Happenings beteiligte. Am 23. August 1994 nahmen die beiden den Dokumentarfilm Watch The K Foundation Burn a Million Quid auf, in dem sie eine Million Britische Pfund in 50-Pfund-Noten verbrannten.
1997 traten Drummond und Cauty für 23 Minuten unter dem Namen 2K als Senioren verkleidet und in Rollstühlen sitzend bei einer einmaligen Performance in London auf, wo sie zweimal eine neue Version von What Time is Love? unter dem neuen Titel Fuck the Millennium mit einer Blaskapelle darboten und einmal K Cera Cera (The War Is Over if You Want It). Der Auftritt war als Parodie auf das klassische Pop-Comeback gedacht, um auf das künstlerische Pathos dieses Gedankens hinzuweisen und ihn zu reversieren. Ein Mitschnitt wurde als Single veröffentlicht und erreichte die UK Top 40.

### Nach The KLF
Drummond und Cauty gingen zwar seit 1995 zumeist getrennte Wege, haben sich jedoch nicht aus dem Musik-Geschäft zurückgezogen. Während Drummond wieder Projekte aus dem Rock- und Pop-Bereich produziert und berät, hat sich Cauty mehr in den Underground zurückgezogen. Mit Partnern wie Youth oder Alex Paterson arbeitet er nun an diversen Projekten aus dem Ambient- und Dub-Bereich.
Im Jahre 2003 stieg er wieder bei The Orb ein und wirkte an der Produktion des Albums Bicycles and Tricycles mit. 2005 veröffentlichten Cauty, Paterson und Guy Pratt (Ex-Tour-Bassist von Pink Floyd) unter dem Namen Transit Kings die Single Token EP. Cauty beteiligt sich meist nur kurzzeitig an Projekten, bis er seinen Ausstieg verkündet. Zusammen mit anderen Musikern gründet er diverse Projekte, die nach kurzer Zeit ohne ihn weiter bestehen. Lediglich dem Projekt The Orb trat er mehrfach für kurze Zeit erneut bei.
Bereits Anfang der 1990er Jahre teilten Cauty und Drummond in Interviews mit, dass sie ihre Hauptrolle innerhalb der Musikszene darin sähen, Musik-Projekten ihre Erfahrungen zu vermitteln, um ihnen dabei zu helfen, neue Ideen umzusetzen, die das Potential hätten, neue Musikrichtungen zu etablieren. Drummond vertritt die Ansicht, dass die Ära der Aufnahme-Musik beendet sei und nun neue Formen gefunden werden müssten. Er gründete daher einen Chor namens The17 und probiert völlig neue Formen von Musik aus, bei denen es das Ziel ist, Musik zu schaffen, die ohne das Vorwissen um Musik auskommt und die nicht aufgenommen, sondern nur vor Ort empfunden werden soll. Daher arbeitet er oft mit zahlreichen nichteingeweihten Personen zusammen. Zudem initiierte er den No Music Day.
Wie im Jahr 1994 verkündet, kehrte The KLF im Jahr 2017 – 23 Jahre nach der Geldverbrennungsaktion – zurück. Am 23. August 2017 fuhren sie mit einem Eiswagen durch Liverpool und stempelten in einem Buchladen Exemplare ihres Buches 2023: A Trilogy by the Justified Ancients of Mu Mu ab. An den darauffolgenden Tagen wurde unter anderem von Jarvis Cocker eine Version von Justified and Ancient (Stand by the Jams) aufgeführt. Zuvor waren überall Andeutungen aufgetaucht, unter anderem ein Poster mit dem Titel 2017: What the F**k Is Going On? und ein als erster Trailer betiteltes YouTube-Video. Aktionen beider Künstler sind oft gezielt temporär.
Am 31. Dezember 2020 wurde die Veröffentlichung einer Serie von remasterten Compilations mit dem Namen Samplecity thru Trancentral angekündigt. Eine erste Compilation mit dem Namen Solid State Logik 1 wurde am 1. Januar 2021 auf den Streamingdiensten veröffentlicht. Auf dem offiziellen YouTube-Kanal der Band wurden hochauflösende Musikvideos veröffentlicht. Dies stellte die erste Aktivität von Cauty und Drummond als The KLF seit 1992 dar. Am 4. Februar 2021 wurde eine überarbeitete Version von Chill Out mit dem Namen Come Down Dawn veröffentlicht. Am 23. März 2021 wurde dann der zweite Teil, Solid State Logik 2 online gestellt. Am 23. März 2021 folgte dann The White Room (Director’s Cut). Die Edition des Albums enthält bisher unveröffentlichte Stücke inklusive einer Langversion von Last Train to Trancentral.

## Diskografie

### Alben
| Jahr | Titel          | Höchstplatzierung, Gesamtwochen, AuszeichnungChartplatzierungen (Jahr, Titel, Platzierungen, Wochen, Auszeichnungen, Anmerkungen) | Höchstplatzierung, Gesamtwochen, AuszeichnungChartplatzierungen (Jahr, Titel, Platzierungen, Wochen, Auszeichnungen, Anmerkungen) | Höchstplatzierung, Gesamtwochen, AuszeichnungChartplatzierungen (Jahr, Titel, Platzierungen, Wochen, Auszeichnungen, Anmerkungen) | Höchstplatzierung, Gesamtwochen, AuszeichnungChartplatzierungen (Jahr, Titel, Platzierungen, Wochen, Auszeichnungen, Anmerkungen) | Höchstplatzierung, Gesamtwochen, AuszeichnungChartplatzierungen (Jahr, Titel, Platzierungen, Wochen, Auszeichnungen, Anmerkungen) | Anmerkungen                        |
| Jahr | Titel          | DE | AT | CH | UK | US | Anmerkungen                        |
| ---- | -------------- | --- | --- | --- | --- | --- | ---------------------------------- |
| 1991 | The White Room | DE14 Gold · (33 Wo.)DE | AT13 (21 Wo.)AT | CH13 Gold · (12 Wo.)CH | UK3 Platin · (46 Wo.)UK | US39 Gold · (50 Wo.)US | Erstveröffentlichung: 4. März 1991 |

Weitere Alben
- 1987: 1987 (What the Fuck Is Going On?) (als The Justified Ancients of Mu Mu)
- 1988: Who Killed the JAMs? (als The Justified Ancients of Mu Mu)
- 1990: Chill Out
- 1997: Waiting for the Rights of Mu (als Kopyright Liberation Front)
- 2021: Solid State Logik 1
- 2021: Solid State Logik 2
- 2021: Come Down Dawn
- 2021: The White Room – The KLF 1989 Director’s Cut

### Kompilationen
- 1988: The History of the Jams aka the Timelords (als The Justified Ancients of Mu Mu aka The Timelords)
- 1989: Shag Times (The Justified Ancients of Mu Mu / Disco 2000 / The Timelords / The KLF)
- 1989: The „What Time Is Love?“ Story

### Singles
| Jahr | Titel Album                                                             | Höchstplatzierung, Gesamtwochen, AuszeichnungChartplatzierungen (Jahr, Titel, Album, Platzierungen, Wochen, Auszeichnungen, Anmerkungen) | Höchstplatzierung, Gesamtwochen, AuszeichnungChartplatzierungen (Jahr, Titel, Album, Platzierungen, Wochen, Auszeichnungen, Anmerkungen) | Höchstplatzierung, Gesamtwochen, AuszeichnungChartplatzierungen (Jahr, Titel, Album, Platzierungen, Wochen, Auszeichnungen, Anmerkungen) | Höchstplatzierung, Gesamtwochen, AuszeichnungChartplatzierungen (Jahr, Titel, Album, Platzierungen, Wochen, Auszeichnungen, Anmerkungen) | Höchstplatzierung, Gesamtwochen, AuszeichnungChartplatzierungen (Jahr, Titel, Album, Platzierungen, Wochen, Auszeichnungen, Anmerkungen) | Höchstplatzierung, Gesamtwochen, AuszeichnungChartplatzierungen (Jahr, Titel, Album, Platzierungen, Wochen, Auszeichnungen, Anmerkungen) | Anmerkungen                                                                                       |
| Jahr | Titel Album                                                             | DE | AT | CH | UK | US | Dance | Anmerkungen                                                                                       |
| ---- | ----------------------------------------------------------------------- | --- | --- | --- | --- | --- | --- | ------------------------------------------------------------------------------------------------- |
| 1988 | Doctorin’ the Tardis Shag Times                                         | DE28 (11 Wo.)DE | — | — | UK1 (9 Wo.)UK | US66 (13 Wo.)US | Dance16 (8 Wo.)Dance | Erstveröffentlichung: 23. Mai 1988 als The Timelords                                              |
| 1989 | Uptight –                                                               | — | — | — | UK86 (1 Wo.)UK | — | — | Erstveröffentlichung: 13. März 1989 als Disco 2000                                                |
| 1990 | What Time Is Love? (Live at Trancentral) The White Room                 | DE6 (23 Wo.)DE | AT23 (12 Wo.)AT | CH23 (4 Wo.)CH | UK5 (12 Wo.)UK | — | — | Erstveröffentlichung: 30. Juli 1990 feat. The Children of the Revolution                          |
| 1991 | 3 A. M. Eternal (Live at the S.S.L.) The White Room                     | DE3 (20 Wo.)DE | AT7 (12 Wo.)AT | CH4 (15 Wo.)CH | UK1 Silber · (11 Wo.)UK | US5 Gold · (19 Wo.)US | Dance1 (13 Wo.)Dance | Erstveröffentlichung: 7. Januar 1991 feat. The Children of the Revolution                         |
| 1991 | Last Train to Trancentral (Live from the Lost Continent) The White Room | DE4 (20 Wo.)DE | AT6 (12 Wo.)AT | CH6 (19 Wo.)CH | UK2 (9 Wo.)UK | — | — | Erstveröffentlichung: 22. April 1991 feat. The Children of the Revolution                         |
| 1991 | America: What Time Is Love –                                            | DE6 (18 Wo.)DE | AT3 (14 Wo.)AT | CH3 (15 Wo.)CH | UK4 (7 Wo.)UK | US57 (12 Wo.)US | Dance13 (10 Wo.)Dance | Erstveröffentlichung: 1. Oktober 1991                                                             |
| 1991 | It’s Grim Up North –                                                    | — | — | CH26 (1 Wo.)CH | UK10 (6 Wo.)UK | — | — | Erstveröffentlichung: 28. Oktober 1991 als The Justified Ancients of Mu Mu (UK) als The Jams (CH) |
| 1991 | Justified and Ancient (Stand by the Jams) The White Room                | DE3 Gold · (24 Wo.)DE | AT1 (21 Wo.)AT | CH2 (24 Wo.)CH | UK2 Silber · (12 Wo.)UK | US11 (18 Wo.)US | Dance2 (11 Wo.)Dance | Erstveröffentlichung: 25. November 1991 feat. Tammy Wynette                                       |
| 1997 | Fuck the Millennium –                                                   | — | — | — | UK28 (2 Wo.)UK | — | — | Erstveröffentlichung: 13. Oktober 1997 als 2K                                                     |

Weitere Singles
| - 1987: I Gotta CD (als Disco 2000) - 1987: Whitney Joins the J. A. M.’s (als The Justified Ancients of Mu Mu) - 1987: All You Need Is Love (als The Justified Ancients of Mu Mu) - 1987: Down Town (als The Justified Ancients of Mu Mu) - 1988: One Love Nation (als Disco 2000) - 1988: Burn the Beat (als The JAMs aka The Timelords) - 1988: What Time Is Love? (Pure Trance 1) - 1988: Burn the Bastards - 1989: 3 A. M. Eternal (Pure Trance 2) - 1989: Kylie Said to Jason | - 1990: Last Train To Trancentral (Pure Trance 5) - 1990: It’s Grim Up North (Original Club Mix) - 1991: No More Tears / Make It Rain - 1991: 3 A. M. Eternal (Christmas Top of the Pops 1991) (The KLF vs. Extreme Noise Terror) - 1993: K. Cera Cera (War Is over If You Want It) (K Foundation presents The Red Army Choir) - 2005: What Time Is Love? (The KLF vs. Ricardo Villalobos) - 2005: Build a Fire / Make It Rain (The KLF vs. Glove / vs. Moritz R) - 2011: Build a Fire (Instrumental) - 2011: Love Trance (Pure Truth 3) - 2011: After the Love (Live) |

### Audiobücher
- 2003: Das Handbuch (Der Schnelle Weg Zum Nr.1 Hit) (2 CDs; deutsche Übersetzung, Erzähler: Bela B.)

### Bücher
- 1988: The Manual (How to Have a Number One the Easy Way)